# Florian Eichner
Florian Eichner (* 16. Dezember 1985 in Quedlinburg) ist ein deutscher Riemenruderer. 2006 wurde er Weltmeister im Vierer mit Steuermann.
Florian Eichner startet für die Hallesche Rudervereinigung Böllberg/Nelson im SV Halle und trainierte bei Klaus Ritter. Bereits in der Altersklasse der unter 23-Jährigen erreichte er zweimal ein Weltmeisterschaftsfinale. Seine erste Medaille aber gewann er bei seinem Debüt in der Erwachsenenklasse. Bei den Weltmeisterschaften 2006 in Eton siegte der Vierer aus Florian Eichner, Philipp Naruhn, Jan-Martin Bröer und Matthias Flach mit dem Steuermann Martin Sauer. Für die Weltmeisterschaft 2007 in München wechselte Eichner in den Deutschland-Achter, mit dem er Silber gewann. Bei den Olympischen Spielen in Peking 2008 saß Eichner ebenfalls im Deutschland-Achter und belegte den 8. Platz.
Für die Weltmeisterschaft in Poznan 2009 wechselte Eichner in den Zweier mit Steuermann und errang mit seinem halleschen Partner Philipp Naruhn die Bronzemedaille. Im Jahr 2010 wurde er gemeinsam mit Urs Käufer, Jochen Urban und René Bertram Europameister im Vierer ohne Steuermann in Montemor-o-Velho und belegte in derselben Bootsklasse bei den Weltmeisterschaften in Neuseeland den 8. Platz. Im Jahr 2011 erruderte Florian Eichner mit seinem Zweierpartner René Bertram den vierten Platz bei den Weltmeisterschaften in Bled. Bei den Olympischen Spielen in London 2012 war er Ersatzmann für den Deutschland-Achter, der dort die Goldmedaille errang. Anschließend beendete er seine leistungssportliche Karriere.
Neben dem Leistungssport studierte Florian Eichner Jura in Halle (Saale). Mit der Dissertationsschrift „Die Beschlagnahmefreiheit im Vertrauensverhältnis zwischen (Compliance-) Ombudsanwälten und mandatierenden Unternehmen“ erhielt er die Promotion zum Dr. jur.
Seit 2017 ist Florian Eichner als Rechtsanwalt zugelassen und inzwischen Partner einer auf das Medizinrecht spezialisierten Anwaltssozietät in Leipzig.
Ehrenamtlich engagiert er sich zudem weiter für den Rudersport, unter anderem als Vizepräsident des Ruderverbandes Sachsen-Anhalt.

## Internationale Erfolge
- 2004: 5. Platz U23-Weltmeisterschaften im Vierer ohne Steuermann
- 2005: 4. Platz U23-Weltmeisterschaften im Achter
- 2006: 1. Platz Weltmeisterschaften im Vierer mit Steuermann
- 2007: 2. Platz Weltmeisterschaften im Achter
- 2008: 8. Platz Olympische Spiele im Achter
- 2009: 3. Platz Weltmeisterschaften im Zweier mit Steuermann
- 2010: 1. Platz Europameisterschaften im Vierer ohne Steuermann
- 2010: 8. Platz Weltmeisterschaften im Vierer ohne Steuermann
- 2011: 4. Platz Weltmeisterschaften im Zweier mit Steuermann
- 2012: Teilnahme als Ersatzmann an den Olympischen Spielen